# Lanzallamas Lagonda

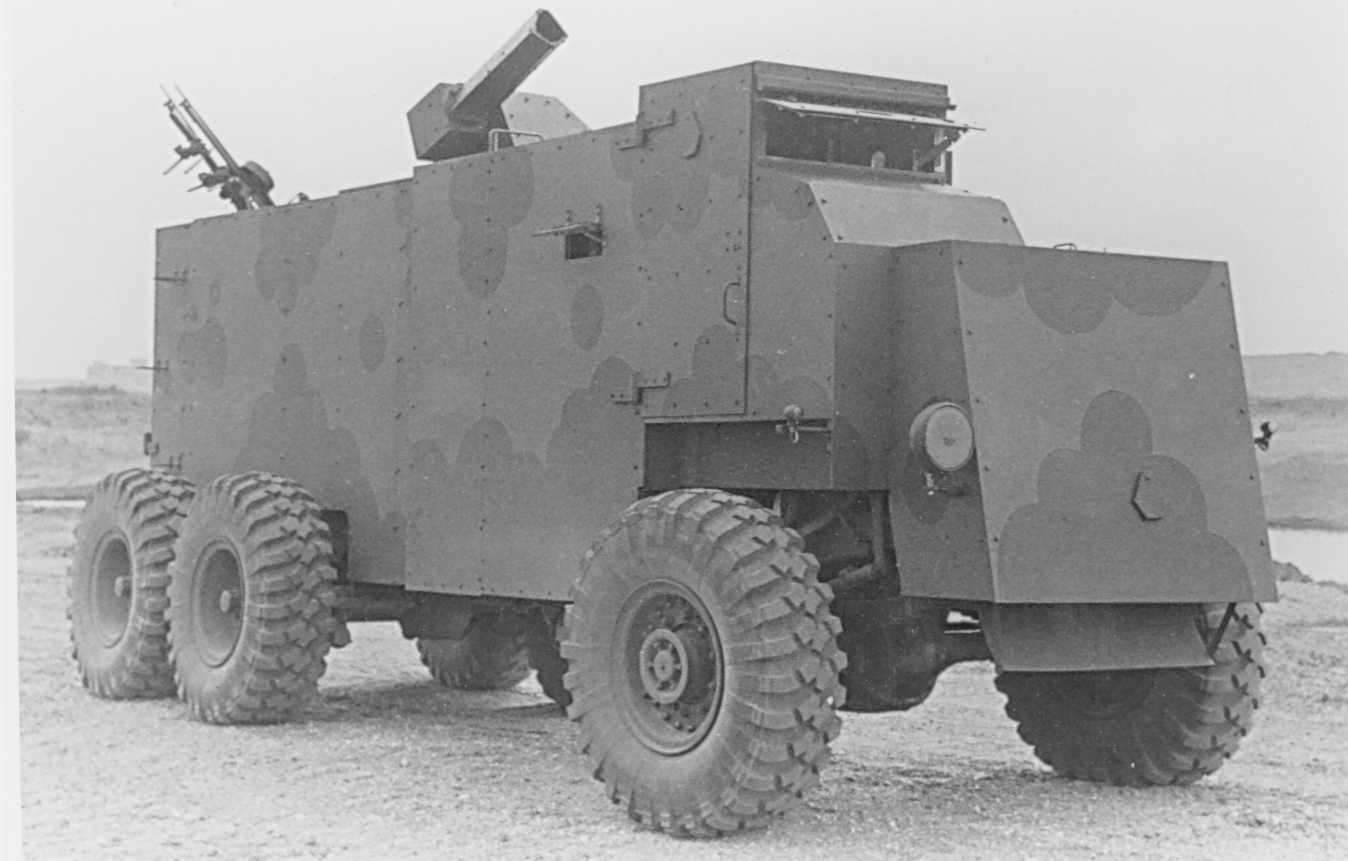
El Heavy Cockatrice, un vehículo lanzallamas pesado

La compañía Lagonda produjo varios vehículos lanzallamas durante la Segunda Guerra Mundial. Los desarrollos iniciales tenían por objeto la defensa contra una posible invasión alemana de Gran Bretaña. Se creía que actuaría como un elemento de disuasión para dificultar los ataques de los bombarderos en picado de la Luftwaffe, especialmente contra los barcos de la marina mercante ligeramente defendidos y contra las bases costeras de la Marina Real Británica. El proyecto fue administrado conjuntamente por los departamentos de armas especiales de la Armada y del Ejército Británico.
Más adelante se produjeron lanzallamas para ser instalados en vehículos blindados.

## Historia
Después de la evacuación de la Fuerza Expedicionaria Británica de Dunkerque, cuando la invasión del Reino Unido parecía inminente, el lanzallamas se consideró como un arma defensiva adecuada. El Departamento de Guerra del Petróleo, dirigido por Donald Banks, se hizo cargo de la idea. En lugar de usar gasolina, se ideó un combustible espesado (por R P Fraser de la Universidad de Londres) que los sistemas de bombeo podían manejar de forma segura. Para demostrarlo, la compañía  Lagonda modificó un camión Commer, al que se le añadió una torreta con un lanzallamas.
Un desarrollo paralelo fue la "Unidad de Bomba Pesada" de AEC, que usaba un camión pesado de seis ruedas. La Unidad de Bomba Pesada tenía dos lanzallamas: el principal montado en una torreta capaz de lanzar hasta 300 pies para uso antiaéreo, y el otro en un carro desmontable. El mismo chasis del camión AEC fue utilizado por el Departamento de Guerra del Petróleo y Lagonda para el "Heavy Cockatrice", mientras que también se construyó una versión más pequeña en un chasis Bedford QL, el "Bedford Cockatrice". AEC utilizó el chasis del Matador para producir un prototipo de un vehículo similar, llamado "Basilisk".
Para asalto en lugar de defensa, se vio que un vehículo sobre orugas sería una mejor opción. Se utilizó un Universal Carrier como base de un prototipo. Este modelo despertó el interés del gobierno de Canadá, que con la ayuda de Lagonda, produjo su propio diseño de lanzallamas. Capaz de disparar llamas a 36 m (40 yardas), recibió el nombre en clave de "Ronson".
Lagonda también trabajó con el comandante Oke para producir un lanzallamas montado en un tanque, que utilizaba el depósito de combustible auxiliar del mismo como depósito. Bajo los auspicios del Mando de Operaciones Combinadas, se usaría en acción en la Batalla de Dieppe.
Con el "Ronson" entregado a los canadienses, Lagonda trabajó en su propia instalación de lanzallamas para el Universal Carrier. El vehículo resultante, denominado Wasp, se produjo en dos modelos. El segundo era capaz de alcanzar más de 100 yardas (91 m).
Para las operaciones en las selvas de Birmania, un lanzallamas montado en un tanque era un "arma deseable". Sin embargo, el Churchill Crocodile se consideró inadecuado, porque el combustible y el propelente se transportaban en un remolque sobre ruedas. Un sistema interno con el lanzador en la torreta, conocido como "Salamander", no era satisfactorio, por lo que Lagonda desarrolló un sistema externo con el nombre en código de "Adder" (instalado en un tanque M4 Sherman) o "Cobra" (en el tanque Churchill). Se montó un depósito de combustible protegido de 80 galones en la parte posterior del tanque y el suministro se dirigió en el exterior del casco con un lanzador en la parte delantera, cerca del copiloto que lo controlaría. Propulsado por un gas inerte, el "Adder" tenía un alcance de 100 yardas (91 m).

## Método de operación
La premisa básica del proyecto era crear un arma capaz de disparar un chorro de fuego alto y lo suficientemente amplio como para obligar a los pilotos de bombarderos a salir del picado o a desafiar un chorro de fuego potencialmente capaz de dañar o destruir su avión. Se solicitaron diseños de varias fuentes, y la viabilidad de los planes recibidos fue verificada por un panel de consultores traídos de la Anglo-Persian Oil Company. A continuación, los ingenieros militares construyeron prototipos de los diseños más prometedores y, después de las pruebas, demostraron sus capacidades frente a varios almirantes y generales diferentes. El más eficaz fue un diseño presentado por la compañía automotriz Lagonda, que disparó ocho galones por segundo de una mezcla de combustible a base de gasóleo y alquitrán, encendiéndose para producir un chorro prácticamente continuo de llamas con un alcance de casi 30 m (100 pies), que en su punto más amplio abarcaba aproximadamente 9 m (30 pies) de diámetro. Según el escritor Gerald Pawle, un ingeniero que trabaja en el proyecto, declaró que el lanzallamas Lagonda inspiró unánimemente tanto asombro como horror en los oficiales del personal invitados a ver las demostraciones. Se hicieron refinamientos adicionales en el diseño que aumentaron su alcance efectivo a 61 m (200 pies), aunque se necesitó una cantidad de combustible mucho mayor para mantener la llama durante un período de tiempo significativo.

## Historial de servicio
El Bedford Cockatrice fue destinado a la defensa de las bases costeras de la Armada Británica para el caso de que aterrizasen planeadores o paracaidistas enemigos. Se estimó que dichas tropas necesitarían aproximadamente un minuto después de aterrizar para separarse de sus equipos y abrir fuego, por lo que se creía que el Cockatrice era el vehículo de defensa de respuesta rápida ideal, capaz de matar o aterrorizar a a las fuerzas invasoras. Sesenta Cockatrice fueron construidos y enviados a bases de la Armada. La RAF recibió seis Cockatrice pesados para la defensa de un aeródromo.
Se usaron tres tanques Churchill equipados con este equipo en la Batalla de Dieppe.